# Sommer-Paralympics 2008/Teilnehmer (Mongolei)
| stlisierte Goldmedaille | stlisierte Silbermedaille | stlisierte Bronzemedaille |
| ----------------------- | ------------------------- | ------------------------- |
| 1                       | —                         | —                         |

Die Mongolei nahm mit vier Sportlern an den Sommer-Paralympics 2008 im chinesischen Peking teil.
Fahnenträger beim Einmarsch der Mannschaften war Bazarsuren Choyondorj. Erfolgreichster Athlet der mongolischen Mannschaft war der Bogenschütze Dambadondogiin Baatardschaw, der in der Klasse Recurve ST die Goldmedaille gewann.

## Teilnehmer nach Sportarten

### Bogenschießen
Frauen
- Bjambasürengiin Dschawdsmaa

Männer
- Dambadondogiin Baatardschaw, 1×  (Recurve, Klasse ST)

### Judo
Frauen
- Batsüchiin Chaschtsetseg

### Schießen
Frauen
- Jadamsürengiin Nasanbat